# Мюссе, Поль-Эдм де
Поль-Эдм де Мюссе (фр. Paul-Edme de Musset; 7 ноября 1804, Париж, — 14 мая 1880, Париж) — французский писатель
, старший брат Альфреда де Мюссе.

## Биография

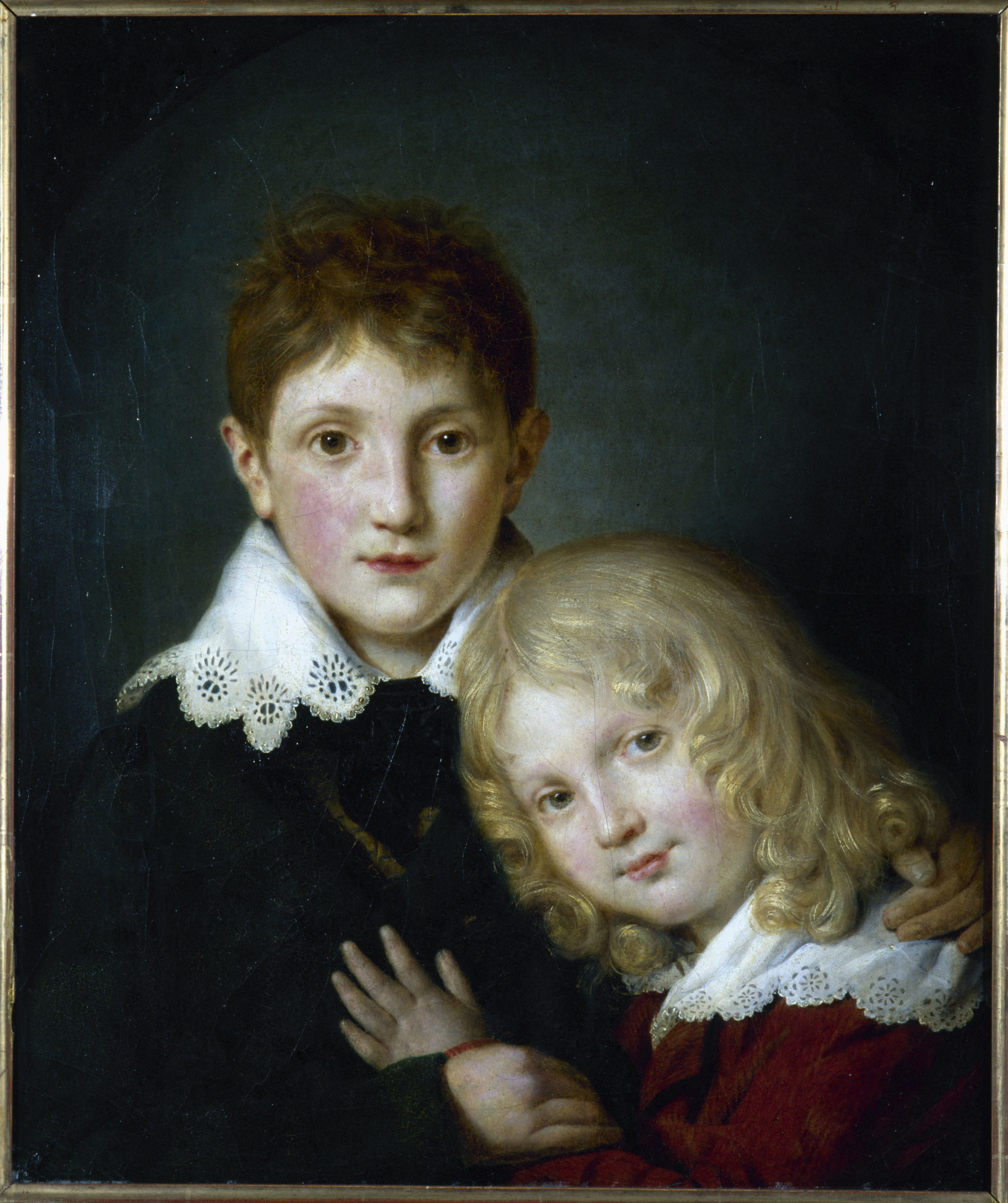
Фортюне Дюфо. Поль и Альфред де Мюссе. 1815

Написал несколько тщательно отделанных исторических сочинений, в которых пытался воссоздать характеры прошлого («Les originaux du XVII siècle», 1818; «Femmes de la Régence», 1841); несколько описаний путешествий, в особенности по Италии, в которых он выказывает тонкий дар наблюдательности; театральные пьесы, доставившие ему некоторую известность («Revanche de Lauzun», 1856; «Christine» 1857), и большое количество романов и повестей («Table de nuit», 1832; «Maitre inconnu», 1852).
Большое внимание он обратил на себя в 1859 году романом «Lui et Elle», которым он отвечал на «Elle et Lui» Жорж Санд. Это произведение содержало большое количество пикантных деталей, относящихся к разрыву между Альфредом де Мюссе и Жорж Санд.
На русский язык при жизни автора были переведены следующие произведения: роман «Жан Счастливец» (М., 1852), повесть «Бешельязец» («Библиотека для Чтения», 1851, кн. 7 и 8), «Сицилийские воспоминания» («Современник», 1852, кн. 3) и «Бастарда, сцены из сицилийской жизни» (там же, 1865; т. 50).